# Secretie
Secretie (Latijn: secretio, afzonderen) is het afscheiden van lichaamsvocht met daarin opgeloste stoffen.
Hieronder valt:
- afscheiding of secretie van secreten door exocriene klieren, zoals:
  - speeksel door speekselklieren
  - talg op de huid (voor soepelheid) door talgklieren
  - melk door melkklieren
  - zweet door zweetklieren
- afscheiding van hormonen door endocriene klieren
- microbiële secretie, afscheiding van allerlei stoffen door bacteriën en schimmels.